# Stronnictwo Zrywu Narodowego
Stronnictwo Zrywu Narodowego – polska organizacja konspiracyjna działająca w latach 1943–1945.
Bezpośrednią przyczyną powołania organizacji był rozłam w konspiracyjnym Stronnictwie Pracy na przełomie 1942 i 1943 roku. Występujący z SP Feliks Widy-Wirski i Zygmunt Felczak powołali wówczas organizację Zryw. 6 maja 1943 nazwę organizacji zmieniono na Stronnictwo Zrywu Narodowego. W skład SZN weszło również wielu działaczy przedwojennej Zadrugi, w tym Jan Stachniuk, który publikował w podziemnej prasie SZN.
Ideologia SZN klasyfikowana była przez Departament Spraw Wewnętrznych Delegatury Rządu jako „nacjonalizm gospodarczy” lub „neo-nacjonalizm zabarwiony radykalizmem społecznym”. Dostrzec można tu wpływ ideologii Zadrugi. Organem organizacji było pismo „Zryw” wydawane od kwietnia 1942 do września 1944, początkowo jako pismo środowiska Felczaka w ramach SP.
W 1943 nastąpiło połączenie „Zrywu” z konspiracyjną organizacją wojskową Kadra Polski Niepodległej w wyniku czego KPN pełnił funkcję pionu wojskowego SZN. Dowódca KPN kapitan Józef Celica „Lechicz” został wiceprezesem tego stronnictwa.
Stronnictwo Zrywu Narodowego uznawało Delegaturę Rządu na Kraj, lecz w 1945 podporządkowało się Krajowej Radzie Narodowej.